# フィオナ・パッテン

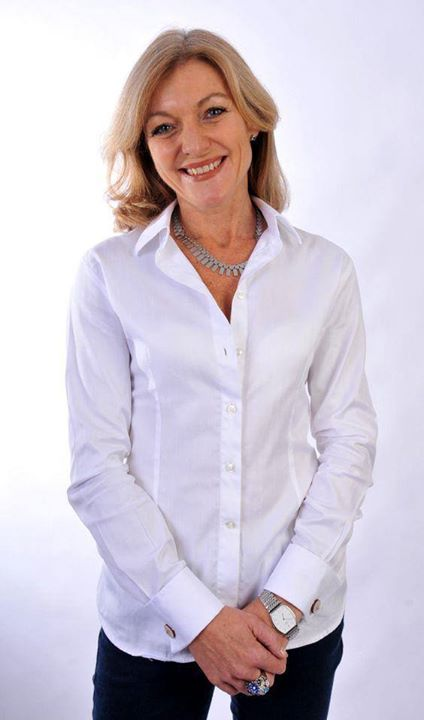
フィオナ・パッテン

フィオナ・パッテン（英語: Fiona Patten、1964年 - ）は、オーストラリアの政治家、エロス協会会長。元ビクトリア州上院議員。政治家になる前は、セックスワーカーとして働いていた。
オーストラリアセックス党およびその後継政党である理性党の党首を務める。2012年のビクトリア州下院議員補欠選挙では得票率6.6%を獲得、候補者16人中第3位の得票数となった。その後、2014年の州上院議員選挙で北部メトロポリタン選挙区から初当選し、2022年まで在職した。